# H. R. Ellis Davidson

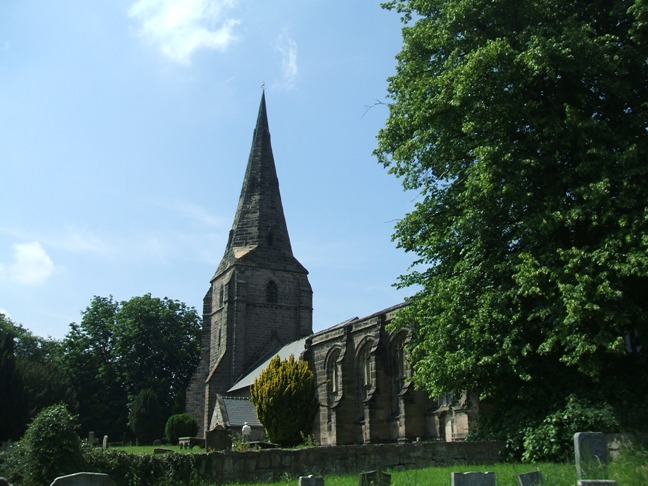
Iglesia de S. Andrés (Bebington).

Hilda Roderick Ellis Davidson (Bebington, 1 de octubre de 1914 - Kent, enero del 2006), de nombre de soltera Hilda Roderick Ellis y conocida como H. R. Ellis Davidson, fue una anticuaria y académica inglesa que escribió en particular sobre los paganismos germánico y céltico. Empleó materiales literarios, históricos y arqueológicos para analizar las leyendas y las costumbres del norte de Europa. Se considera su obra Gods and Myths of Northern Europe (Dioses y mitos de la Europa septentrional), publicada por Penguin Books en 1964, como uno de los libros de referencia de la mitología germana más fiables y completos. Como muchos de sus trabajos, este fue publicado a nombre de H. R. Ellis Davidson. 

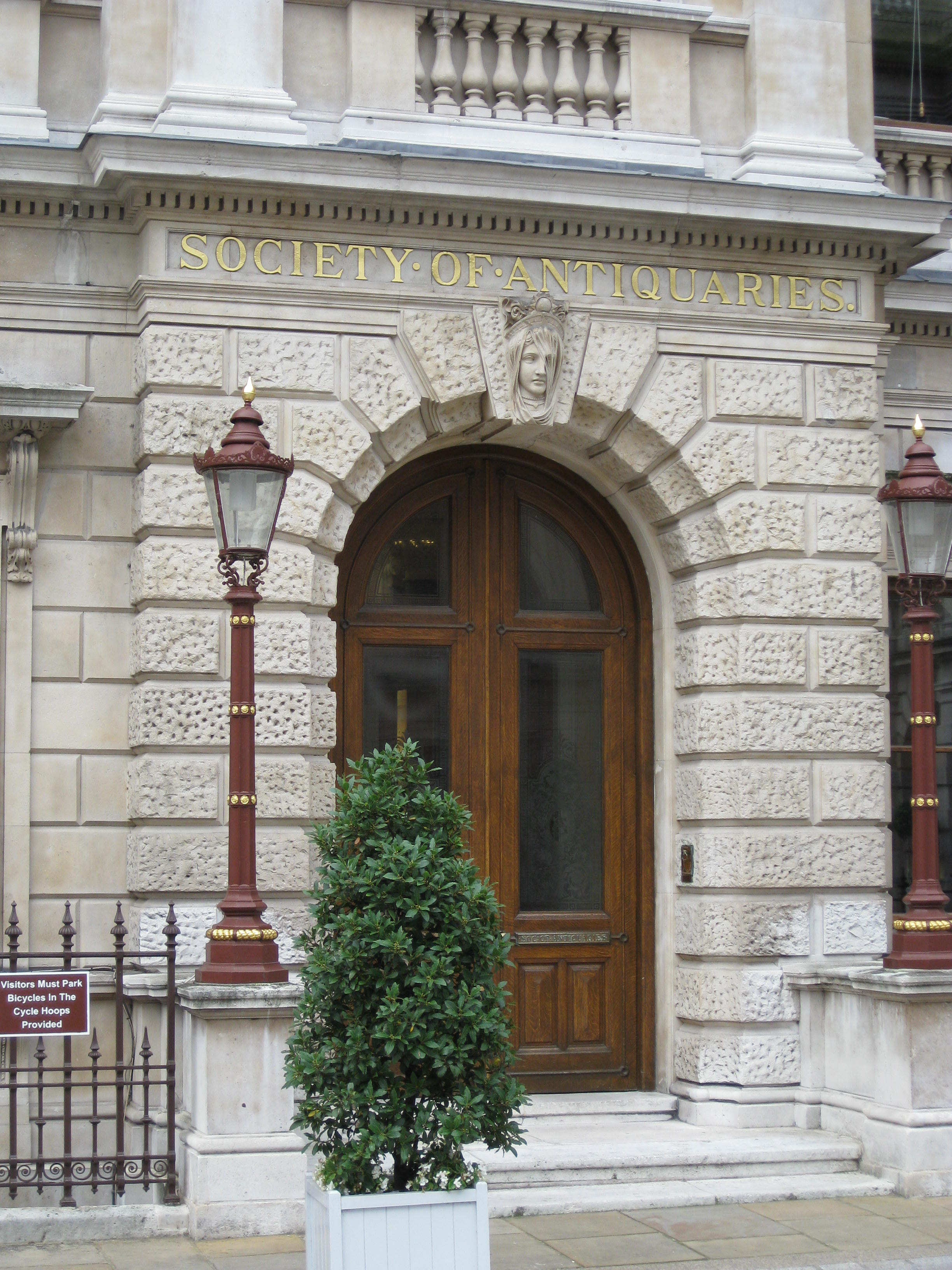
Entrada de la Sociedad de Anticuarios en Piccadilly.

La autora fue miembro de la Sociedad de Anticuarios de Londres (Society of Antiquaries of London), entidad con sede en la Burlington House. Desde 1956 hasta 1986, Hilda Davidson prestó sus servicios en el Consejo de la Sociedad del Folclore (The Folklore Society), del que fue su presidenta desde 1974 hasta 1976. Se ha dicho de Davidson que ha contribuido enormemente al estudio de la mitología nórdica.

## Biografía
Hilda Roderick Ellis fue educada en la Escuela Secundaria Femenina Park (Park High School) de Birkenhead. Después siguió cursando estudios en la Escuela de Newnham (Newnham College), donde obtuvo graduación de primera clase (first-class honours) en filología inglesa, arqueología y antropología. Para su doctorado, estudió el campo de la religión escandinava.
Fue profesora en la Escuela Royal Holloway, de la Universidad de Londres, desde 1939 hasta 1944, y después desempeñó la misma función en la Escuela Birbeck (Birbeck College).
En 1943, aún con su nombre de soltera, vio la primera publicación de un libro suyo: The Road to Hel: A Study of the Conception of the Dead in Old Norse Literature (El camino de Hela: estudio del concepto de los muertos en la literatura nórdica antigua). Esta obra, editada por Cambridge University Press (Publicaciones de la Universidad de Cambridge), era en su origen parte de la tesis doctoral que había presentado en esa misma universidad y había sido aceptada.
En 1949 ingresó en la Sociedad de Folclore.

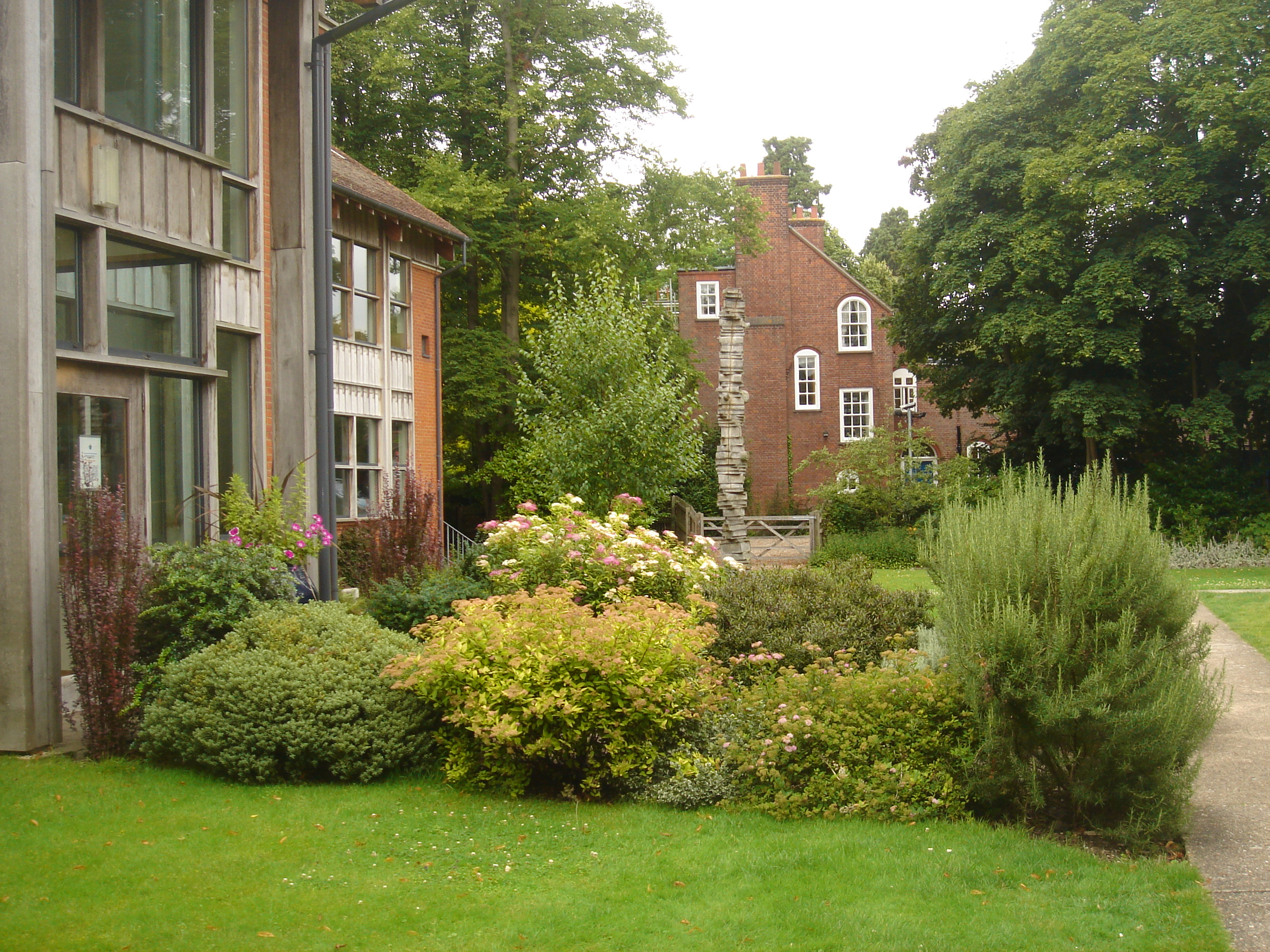
La biblioteca y la Casa de Marshall, en la Escuela Lucy Cavendish.

Ingresó después, en 1969, en la Escuela Lucy Cavendish (Lucy Cavendish College), Archivado el 25 de marzo de 2008 en Wayback Machine. de la Universidad de Cambridge, en calidad de miembro investigador de la Fundación Calouste Gulbenkian. Allí fue nombrada profesora en 1971, fue distinguida como miembro en 1974 y fue vicepresidenta desde 1975 hasta 1980. En ese último año, Hilda Davidson comenzó a preparar una biografía de la escritora inglesa dedicada al folclore y los asuntos feéricos Katharine Mary Briggs (1898 – 1980).
Hilda Davidson recibió en 1984 la Medalla Coote Lake de la Sociedad del Folclore. Esta autora sería miembro de honor de esa Sociedad a partir del año siguiente: 1985.
En 1986 publicó la biografía de Katharine Mary Briggs que había empezado en 1980.
En 1987, Hilda Davidson fundó la Asociación Katharine Briggs (Katharine Briggs Club). Las tres primeras publicaciones de esa asociación fueron editadas por ella; la tercera, además, se le dedicó.
Su obra Mitos y símbolos de la Europa pagana (Myths and Symbols of Pagan Europe), editada por Manchester University Press (Publicaciones de la Universidad de Mánchester), obtuvo el Premio Katharine Briggs en 1988, el mismo año de la publicación.
Hilda Davidson se interesó también por la historia de la investigación del folclore, y publicó con Carmen Blacker en el año 2000 un trabajo titulado Women and Tradition: A Neglected Group of Folklorists (Las mujeres y la tradición: un sector de folcloristas relegado). 
En sus últimas obras, Hilda Davidson se centró en los vínculos culturales y religiosos entre los pueblos germánicos y célticos, que mostraría en las ediciones del Simposio del Folclore Nórdico, Céltico y Báltico (Nordic-Celtic-Baltic Folklore Symposium) celebradas en Irlanda y en Copenhague en los años 1990. Por su precario estado de salud, no pudo asistir a la edición del año 2005.
En sus últimos años, impulsó la Asociación de Folclore de Cambridge (Cambridge Folklore Group).
Hilda Davidson era campanera (bellringer) y capillera (churchwarden) de su parroquia anglicana.

## Obras
- 1940: Eschatology and Manticism in Old Norse Literature (Escatología y adivinación en la literatura nórdica antigua). Tesis doctoral. Universidad de Cambridge.

- 1941: Fostering by Giants in Old Norse Sagas (La crianza por parte de gigantes en las viejas sagas nórdicas), Med. Æv., X, 70 - 85.[11]

- 1942: Sigurd in the Art of the Viking Age (Sigurd en el arte de la Época Vikinga), Antiquity, XVI, 216 - 236.[12]

- 1943: The Road to Hel: A Study of the Conception of the Dead in Old Norse Literature: parte de la tesis de 1940.

- 1950: The Hill of the Dragon (Anglo-Saxon Burial Mounds) (La colina del dragón: túmulos anglosajones), Folklore, 61.

- 1950: Gods and Heroes in Stone (Dioses y héroes en piedra); en C. Fox y B. Dickens (eds.): The Early Cultures of North-West Europe (Las culturas antiguas del noroeste de Europa). H.M. Chadwick Memorial Studies (Estudios en memoria de H.M. Chadwick), 123-9, Londres.[13]

- 1958: The Golden Age of Northumbria (La edad de oro de Nortumbria), volumen de la serie Then and There (Allí y en aquel entonces). Longmans.

- 1958: Weland the Smith (Wieland el herrero), Folklore, LCIX: 145 - 159.

- 1960: The Sword at the Wedding (La espada en el casamiento), Folklore, LCCI, 1 - 18.[14]

- 1962: The Sword in Anglo-Saxon England (La espada en la Inglaterra anglosajona), Boydell Press, Woodbridge (Suffolk).

- 1963: Folklore and Man's Past (El folclore y el pasado de la humanidad), Folklore, 74: 527 - 544, Londres.

- 1964: Reseña del libro Myth and Religion of the North: The Religion of Ancient Scandinavia (Mito y religión del norte: la religión de la Escandinavia antigua), de E. O. G. Turville-Petre.[15] Londres. Weidenfeld y Nicholson (hoy, de Orion Publishing Group): History of Religion, 1964. Antiquity, XXXVIII: 309 y 310.

- 1964: Gods and Myths of Northern Europe (Dioses y mitos de la Europa septentrional), Penguin Books Ltd., Harmondsworth. Se reeditaría después esta obra en 1980 como Gods and Myths of the Viking Age (Dioses y mitos de la Época Vikinga), Bell Publishing Company.

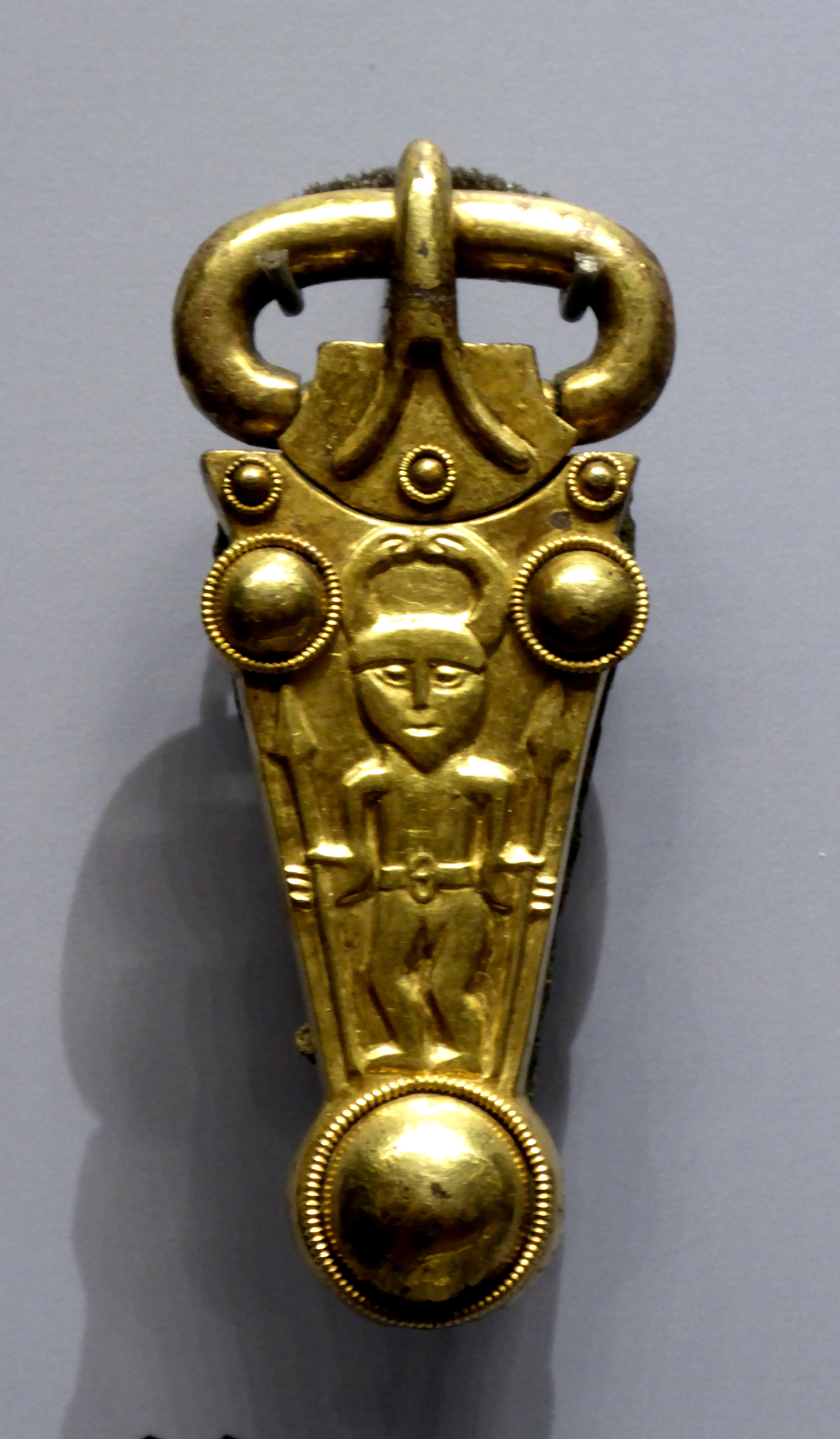
Hebilla encontrada en Finglesham que representa a Odín desnudo pero llevando lanzas, casco de cuernos y, a su vez, un cinto con hebilla.

- 1965: The Finglesham Man (El hombre de Finglesham), con Sonia Chadwick Hawkes y C. Hawkes, Antiquity, XXXIX: 17 - 32. Es una descripción del hallazgo arqueológico de la cultura anglosajona en ese lugar cercano a Dover (Kent).

- 1965: Thor's Hammer (El martillo de Tor), Folklore, LXXVI: 1-15.

- 1965: The Significance of the Man in the Horned Helmet (La importancia del hombre del casco de cuernos), Antiquity, XXXIX: 23 - 27.

- 1967: Pagan Scandinavia (La Escandinavia pagana), Ancient Peoples and Places (Gentes y lugares de antaño), 58. Londres.

- 1967: The Anglo-Saxon Burial at Coombe [Woodnesborough], Kent (El entierro anglosajón de Coombe, junto a Woodnesborough, en Kent). Medieval Archeology, XI: 1-41; con L. Webster.

- 1969: Scandinavian Mythology (Mitología escandinava), Paul Hamlyn (1926 - 2001), Londres.

- 1969: The Chariot of the Sun and Other Rites and Symbols of the Northern Bronze Age (El carro solar y otros símbolos y ritos de la Edad de Bronce nórdica), con Peter Gelling. Frederick A. Praeger Publishers (asociada a Greenwood Publishing Group), Nueva York.

- 1969: The Smith and the Goddess (El herrero y la diosa). Frühmittelalterliche Studiern (Estudios de la Alta Edad Media), III: 216-26. Universidad de Münster.

- 1971: Beowulf and its Analogues (Beowulf y sus análogos), con George Norman Garmonsway y Jacqueline Simpson. Ed.: E.P. Dutton.

- 1972: The Battle God of the Vikings (El dios de la batalla de los vikingos). G.N. Garmonsway Memorial Lecture (Conferencia en memoria de G. N. Garmonsway), Universidad de York, Medieval Monographs (Monografías medievalistas), I.

- 1973: Hostile Magic in the Icelandic Sagas (La magia hostil en las sagas islandesas); en The Witch Figure (La figura de la bruja), 20-41. Ed. V. Newall. Londres.

- 1974: Folklore and History (Folclore e historia), Folklore, 85.

- 1975: Scandinavian Cosmology (Cosmología escandinava); en Ancient Cosmologies (Cosmologías antiguas), de Carmen Blacker y Michael Loewe (n. 1922), pp. 172 - 197. George Allen & Unwin. Londres.

- 1975: Folklore and Literature (Folclore y literatura), Folklore 86.

- 1976: The Viking Road to Byzantium (La ruta vikinga hasta Bizancio), George Allen & Unwin, Londres.

- 1978: Patterns of Folklore (Patrones del folclore), D.S. Brewer Ltd, Ipswich. Junto con la reedición de artículos como The Sword at the Wedding (1960) y Thor's Hammer (1965), el volumen incluye un ensayo sobre Lady Godiva, con ese mismo título.

- 1978: Shape-changing in the Old Norse Sagas (La metamorfosis en las viejas sagas nórdicas); en Animals in Folklore (Los animales en el folclore), de Joshua Roy Porter y William Moy Stratton Russell (edd.), pp. 126 - 142. Mistletoe Series, Folklore Society. Ipswich.

- 1978: Mithras and Wodan (Mitra y Woden); en Études Mithraïques (Estudios mitraicos), IV: 99 - 110, Acta Iranica, Leiden.

- 1979: Loki and Saxo's Hamlet: The Fool and the Trickster (Loki y el Hamlet de Saxo: el tramposo y el bobo); Studies in Honor of Enid Welsford (Estudios en honor a E. W.), ed. P.V.A. Williams (Cambridge), pp. 3-17.[16]

- Antes de 1980: el artículo Hero (Héroe) de la Enciclopedia Británica.

- 1979 - 1980: Comentario en una traducción de Peter Fisher de los libros I a IX de la Historia Dánica, de Saxo Gramático. Boydell y Brewer. Woodbridge (Suffolk).

- 1980: Wit and Eloquence in the Courts of Saxo's Early Kings (El ingenio y la elocuencia en las cortes de los reyes más antiguos nombrados por Saxo), To be published as part of the Saxo Symposium, University of Copenhagen 1979  (Para publicarse como parte del Simposio sobre Saxo; Universidad de Copenhague, 1979).

- 1980: Insults and Riddles in the Edda Poems (Insultos y adivinanzas en la Edda Mayor); publicado en 1983 en Edda, A Collection of Essays (Edda: colección de ensayos), pp. 25 - 46, University of Manitoba Icelandic Series (Serie islandesa de la Universidad de Manitoba), 4.

- 1981. The Restless Dead: An Icelandic Story (El alma en pena: una historia islandesa); edición junto con William Moy Stratton Russell. The Folklore of Ghosts (Fantasmas en el folclore), Mistletoe Series, 15. Sociedad de Folclore de Londres.

- 1981: The Germanic World (El mundo germánico); en la obra de Michael Loewe y Carmen Blacker Divination and Oracles (La adivinación y los oráculos), pp. 115 - 141.[17] Londres.

- 1984: The Hero in Tradition and Folklore: Papers Read at a Conference of the Folklore Society Held at Dyffryn House, Cardiff, July 1982 (El héroe en la tradición y en el folclore: textos leídos en una conferencia de la Sociedad de Folclore celebrada en Dyffryn House, en Cardiff, en julio de 1982). World Bibliographical Series (Serie de bibliografía mundial), Folklore Society Library (Biblioteca de la Sociedad de Folclore).

- 1984: The Hero as a Fool: The Northern Hamlet (El héroe como un bobo: el Hamlet nórdico); en The Hero in Tradition and Folklore, ed. de la propia Hilda Davidson, pp. 30 - 34. Mistletoe Books, 19. Sociedad de Folclore de Londres.

- 1988: Myths and Symbols in Pagan Europe: early Scandinavian and Celtic religions (Mitos y símbolos de la Europa pagana). Manchester University Press (Publicaciones de la Universidad de Mánchester).

- 1989: The Seer in Celtic and Other Traditions (El adivino en la tradición céltica y en otras). Ed. de la propia Hilda Davidson; John Donald Publishers, Ltd. Edimburgo.

- 1989: Hooded men in Celtic and Germanic Tradition (Los encapuchados en la tradición germánica y céltica); en la obra Polytheistic Systems (Los politeísmos). G, Davies (ed,), Cosmos, V, 105 - 124. Edimburgo.

- 1989: The Training of Warriors (La instrucción de los guerreros); en Weapons and Warfare in Anglo-Saxon England (Las armas y la guerra en la Inglaterra anglosajona). S. C. Hawkes (ed.), Oxford.

- 1990: Religious Practices of the Northern Peoples in Scandinavian Tradition (Prácticas religiosas de los pueblos nórdicos en la tradición escandinava), Temonos, XXVI: 23 - 24.

- 1992: Human Sacrifice in the Late Pagan Period of North-Western Europe (El sacrificio humano en el paganismo tardío de la Europa noroccidental); en Martin Carver (Martin Oswald Hugh Carver, ed.): The Age of Sutton Hoo: The Seventh Century in North-Western Europe (Los tiempos de Sutton Hoo: el siglo VII en la Europa noroccidental), pp. 331 - 340. Woodbridge (Suffolk).

- 1992: Royal Graves as Religious Symbols (Las tumbas reales como símbolos religiosos); en Anglo-Saxon Studies in Archeology and History (Estudios anglosajones de arqueología y de historia), V, 23 - 31. W. Filmer-Sankey (ed.), Oxford.

- 1993: Boundaries and Thresholds: papers from a colloquium of the Katherine Briggs Club (Los límites y los umbrales: textos de un coloquio de la Asociación Katherine Briggs); edición de la propia entidad.

- 1993: The Lost Beliefs of Northern Europe (Las creencias abandonadas del norte de Europa). Routledge. Londres.
  - Texto inglés en Google Books.

- 1993: The Hair and the Dog (La librea y el perro), Folklore, CIV: 151 - 163; con Anna Chaudhri.[18]

- 1993: The Seer in Celtic and other traditions: trabajo ya publicado en 1989.

- 1996: Katharine Briggs: Story-teller (K. B.: narradora de historias). Lutterworth Press.

- 1996: Milk and the Northern Goddess (La leche y la diosa nórdica); en The Concept of the Goddess (El concepto de la diosa), de Sara Billington y Miranda Green. Routledge. Nueva York.

- 1998: Roles of the Northern Goddess (Funciones de la diosa nórdica). Routledge, Londres.
  - Texto inglés (enlace roto disponible en Internet Archive; véase el historial, la primera versión y la última). en Google Books.

- 2000: Women and Tradition: A Neglected Group of Folklorists (Las mujeres y la tradición: un sector de folcloristas relegado); con Carmen Blacker.

- 2001: The Wild Hunt (La cacería salvaje); en Supernatural Enemies (Los enemigos sobrenaturales); ed. de la propia Hilda Davidson y Anna Chaudhri. Carolina Academic Press (Publicaciones académicas de Carolina. Durham (Carolina del Norte).

- 2003: A Companion to the Fairy Tale (Vademécum del cuento de hadas), con Anna Chaudhri. Boydell y Brewer, Ltd.